# ساسالاك هايبراخون
ساسالاك هايبراخون (بالتايلندية: ศศลักษณ์ ไหประโคน)‏ (8 يناير 1996 ببوريرام في تايلاند - ) هو لاعب كرة قدم تايلندي في مركز جناح ‏. لعب مع بانكوك يونايتد.

## وصلات خارجية
- ساسالاك هايبراخون على موقع الاتحاد الآسيوي (الإنجليزية)
- ساسالاك هايبراخون على موقع دوري كوريا الجنوبية (الإنجليزية)
- ساسالاك هايبراخون على موقع قاعدة بيانات كرة القدم.إي يو (الإنجليزية)
- ساسالاك هايبراخون على موقع ناشيونال فوتبول تيمز (الإنجليزية)
- ساسالاك هايبراخون على موقع Soccerway.com (الإنجليزية)
- ساسالاك هايبراخون على موقع عالم كرة القدم.نت (الإنجليزية)